# Тюринский пруд
Тюринский пруд находится в городе Ишимбае, в окрестностях микрорайона Нефтяник. Известен также под описательным названием пруд ИНПЗ.
Пруд образован Ишимбайским нефтеперерабатывающим заводом в результате запруживания реки Термень-Елги. Использовался в технических целях и для рыбной ловли. После ликвидации данного предприятия пруд находился в бесхозном состоянии. Ныне на берегу пруда расположена база отдыха «Фрегат».